# Centaurea atrata
Centaurea atrata — вид квіткових рослин айстрових (Asteraceae). Країни проживання: Грузія, Вірменія, Азербайджан (включаючи Начічевань), Туреччина.